# Eugeniusz Duda
Eugeniusz Józef Duda (ur. 25 maja 1909 w Grybowie, zm. wiosną 1940 w Charkowie) – podporucznik artylerii rezerwy Wojska Polskiego, ofiara zbrodni katyńskiej.

## Życiorys
Urodził się 25 maja 1909 w Grybowie. Był synem Józefa Dudy (komendant posterunku Policji Państwowej).
W 1929 zdał egzamin dojrzałości w Państwowym Gimnazjum im. Królowej Zofii w Sanoku (w jego klasie byli m.in. Adam Bieniasz, Stanisław Gerstmann, Norbert Ramer, Lidia Sembratowicz, Ryszard Linscheid, Mieczysław Wiśniowski - dwaj ostatni to także ofiary zbrodni katyńskiej). 
Następnie został powołany do odbycia służby wojskowej i po roku w 1930 ukończył Szkołę Podchorążych Rezerwy Artylerii we Włodzimierzu Wołyńskim w ramach IV kursu. W późniejszych latach w 1933 i 1935 odbywał ćwiczenia rezerwy w 24 pułku artylerii lekkiej. W tej jednostce w 1939 ukończył kurs oficerów zwiadowczych.
Wobec zagrożenia konfliktem, w 1939 został zmobilizowany, a po wybuchu II wojny światowej, kampanii wrześniowej i agresji ZSRR na Polskę z 17 września 1939 i wkroczeniu do Lwowa, został aresztowany przez sowietów. Był przetrzymywany w obozie w Starobielsku. Wiosną 1940 wraz z innymi jeńcami osadzonymi w Starobielsku został przewieziony do Charkowa i rozstrzelany przez funkcjonariuszy Obwodowego Zarządu NKWD w Charkowie oraz pracowników NKWD przybyłych z Moskwy na mocy decyzji Biura Politycznego KC WKP(b) z 5 marca 1940. Pogrzebano go potajemnie w bezimiennej mogile zbiorowej w Piatichatkach, gdzie od 17 czerwca 2000 mieści się oficjalnie Cmentarz Ofiar Totalitaryzmu w Charkowie. Figuruje na Liście Starobielskiej NKWD, pod poz. 977.

## Upamiętnienie
5 października 2007 minister obrony narodowej Aleksander Szczygło mianował go pośmiertnie na stopień porucznika. Awans został ogłoszony 9 listopada 2007 w Warszawie, w trakcie uroczystości „Katyń Pamiętamy – Uczcijmy Pamięć Bohaterów”.